# (17435) di Giovanni
(17435) di Giovanni est un astéroïde de la ceinture principale aréocroiseur.

## Description
(17435) di Giovanni est un astéroïde de la ceinture principale aréocroiseur. Il présente une orbite caractérisée par un demi-grand axe de 2,37 UA, une excentricité de 0,32 et une inclinaison de 22,1° par rapport à l'écliptique.

## Compléments